# Fimbristylis dictyocolea
Fimbristylis dictyocolea là loài thực vật có hoa trong họ Cói. Loài này được S.T.Blake mô tả khoa học đầu tiên năm 1954.